# Камерний оркестр Київського Будинку вчених НАН України

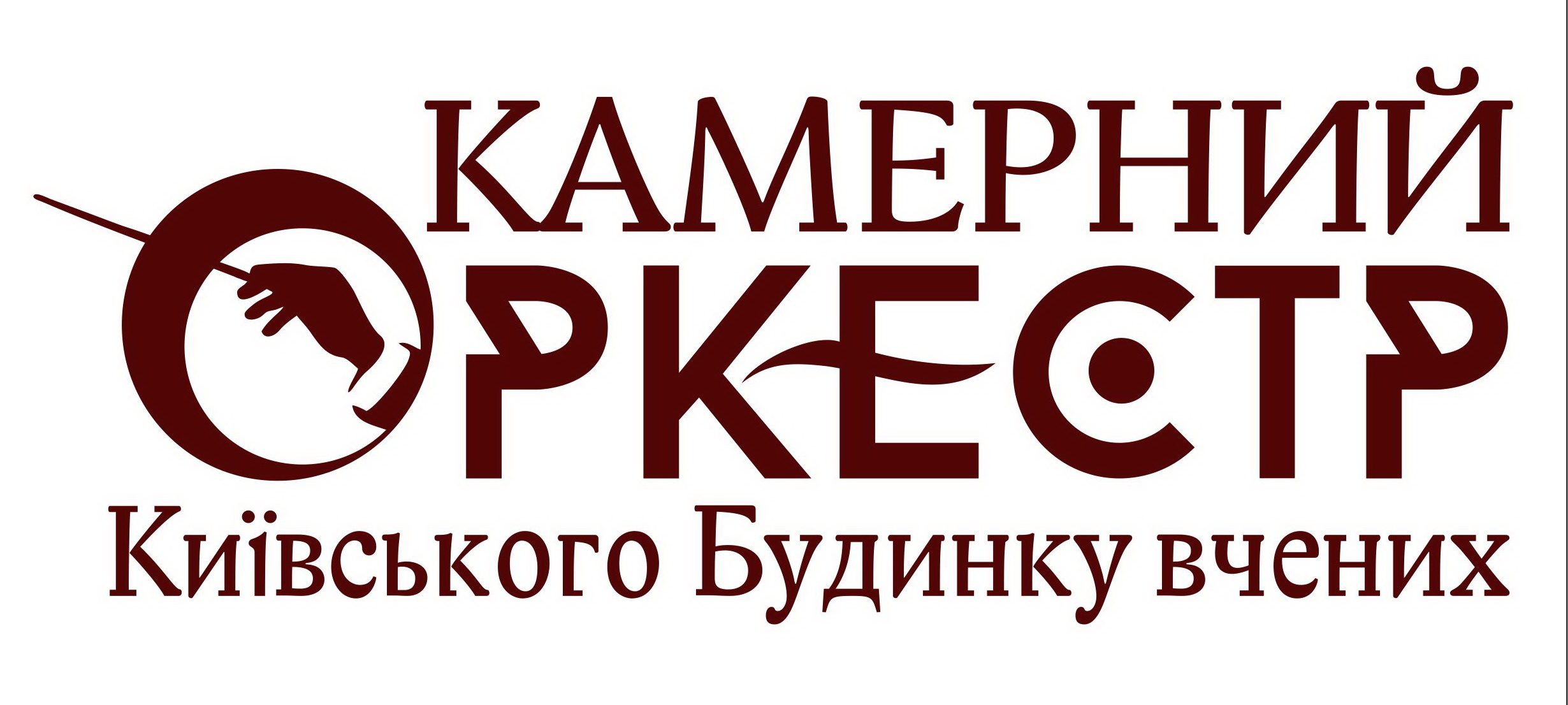
Офіційний логотип Камерного оркестру київського Будинку вчених.

Камерний оркестр Київського Будинку вчених (англ. Chamber Orchestra of Kyiv House of Scientists) — штатний колектив музикантів 
Київського Будинку вчених при Національній академії наук України. Художній керівник та диригент Катерина Косецька

## Історія та діяльність
Колектив створений в червні 2014 року Дмитром Болдіним із студентів та випускників Національної музичної академії України імені П.І.Чайковського та інших вищих навчальних музичних закладів Києва. Спочатку мав назву Київський молодіжний камерний оркестр «Blago-orchestra».
Свою концертну діяльність оркестр розпочав з виконання Кантати №150 Й.С.Баха (Cantata BWV 150 "Nach dir, Herr, verlanget mich"), яку виконав разом з хором студентів на сцені малого залу Національної музичної академії в рамках Державного іспиту випускників кафедри хорового диригування, що відбувся 4 червня 2014 року.
Після дворічної перерви, колектив відновив творчу діяльність та активно дає концерти, в тому числі й на таких відомих сценах, як сцени малого залу НМАУ імені П. І .Чайковського, великого залу Київського Будинку вчених, Одеської обласної філармонії, Одеського національного академічного театру опери та балету, Житомирської обласної філармонії імені Святослава Ріхтера.
Окремою сторінкою в розвитку та творчій діяльності колективу стала можливість продовжувати її як Камерний оркестр київського Будинку вчених, чому сприяли директор закладу — заслужений працівник культури України Калініна Алла Анастасіївна, колектив Будинку вчених та зокрема Заслужений артист України, керівник Народної академічної хорової капели НАН України «Золоті ворота» Струць Павло Петрович.
Колектив веде активну концертну діяльність. Так в період з 27 по 30 червня 2017 року Камерний оркестр Київського Будинку вчених  взяв участь у третьому Всеукраїнському одеському хоровому фестивалі «Радість». Фестиваль щорічно проводиться Свято-Іверським монастирем з благословення Високопреовященного Агафангела, митрополита Одеського та Ізмаїльського. У третій день фестивалю (29.06) в Всеукраїнському Центрі Болгарської культури Камерний оркестр Київського Будинку вчених разом зі зведеним жіночим хором та чоловічим хором Іверського монастиря виконав кантату "Gloria" Антоніо Вівальді.[1] Також колектив взяв участь у заключному концерті фестивалю, окрім іншого виконавши оркестровану версію духовного гімну України «Боже Великий Єдиний».[5][6]
9 листопада 2017 року в Київському Будинку вчених пройшов концерт класичної музики. У виконанні Камерного оркестру Київського Будинку вчених НАН України та Народної академічної хорової капели НАН України «Золоті Ворота» прозвучала грандіозна «Коронаційна Меса» В.А.Моцарта. Великий зал Будинку вчених і коридор біля цього залу були повністю заповнені глядачами.[2]
27–28 квітня 2018 року Камерний оркестр Київського Будинку вчених відкривав заключний концерт другого культурно-мистецького фестивалю «Grieg Fest» в Житомирі. Фестиваль присвячений творчості видатного норвезького композитора Едварда Гріга та його науковій діяльності з вивчення та систематизації фольклору півночі Європи, зокрема норвезького.[3][4]